# Hans Helm (Politiker)
Hans Helm (* 16. Juli 1903 in Traismauer; † 22. September 1993 in Herzogenburg) war ein österreichischer Politiker (SPÖ). Er war von 1964 bis 1969 Abgeordneter zum Landtag von Niederösterreich.
Helm besuchte die Volksschule und arbeitete ab 1918 als Arbeiter in einer Färberei. Er war ab 1918 zudem in verschiedenen politischen Funktionen aktiv und wurde 1934 aus politischen Gründen verhaftet. Von 1942 bis 1945 leistete er Militärdienst, wobei er in  amerikanische Kriegsgefangenschaft geriet. Helm war nach dem Krieg ab 1950 als Gemeinderat und Vizebürgermeister in Traismauer aktiv und übernahm zwischen 1952 und 1972 das Amt des Bürgermeisters von Traismauer. Er vertrat die SPÖ zudem vom 19. November 1964 bis zum 20. November 1969 im Niederösterreichischen Landtag.